# Burn My Eyes
A Burn My Eyes a Machine Head amerikai groove metal együttes bemutatkozó albuma, amely 1994. augusztus 9-én jelent meg a Roadrunner Records kiadásában. Ez az egyetlen Machine Head stúdióalbum, amelyen Chris Kontos dobos játszik.
A dalokban több valós eseményre történik utalás, köztük az 1992-es Los Angeles-i zavargásokra (a "Real Eyes, Realize, Real Lies" dalban hallható dialógusban), vagy az 1993-as wacói ostromra (a "Davidian" dalban). Más daloknak fizikai és lelki bántalmazás ("None But My Own," "The Rage to Overcome"), a vallás kiárusításából származó profit elítélése ("Death Church"), a kábítószer okozta halál ("I'm Your God Now"), illetve a városok hanyatlása, a társadalmi nyugtalanság, a lázadás, az ellenségeskedés, és szociálpolitikai kérdések a témája. Zenei stílusát tekintve a nagylemezt a Pantera-féle groove metal és a nyolcvanas-évekbeli Slayer-féle thrash metal keresztezéseként írják le. Későbbi kiadványaikhoz képest a Burn My Eyes nyersebb és agresszívebb. A lemez producere Colin Richardson volt, aki korábban olyan extrém metalzenekarokkal dolgozott, mint a Carcass, a Napalm Death, a Bolt Thrower, vagy a Fear Factory.
Az album megjelenését több lemezbemutató turné követte, köztük Európában a Slayer előzenekaraként léptek fel. A rengeteg koncert végül oda vezetett, hogy Chris Kontos dobos 1995-ben elhagyta a zenekart, és a helyére Dave McClain érkezett, aki aztán egészen 2018-ig a Machine Head tagja maradt. Megjelenése óta a Burn My Eyes tartós sikernek bizonyult. Az album több mint 400.000 példányban kelt el világszerte, ami a legkelendőbb debütáló nagylemez lett a Roadrunner addigi történetében, egészen a Slipknot öt évvel később megjelent első albumáig.

## Az album dalai
Az összes dalszöveg szerzője Robb Flynn; az összes szám szerzője a Machine Head.
| 1.    | Davidian                      | 4:55 |
| 2.    | Old                           | 4:05 |
| 3.    | A Thousand Lies               | 6:13 |
| 4.    | None But My Own               | 6:14 |
| 5.    | The Rage to Overcome          | 4:46 |
| 6.    | Death Church                  | 6:32 |
| 7.    | A Nation on Fire              | 5:33 |
| 8.    | Blood for Blood               | 3:40 |
| 9.    | I'm Your God Now              | 5:50 |
| 10.   | Real Eyes, Realize, Real Lies | 2:45 |
| 11.   | Block                         | 4:59 |
| 55:32 |                               |      |

| 12. | Alan's on Fire (Poison Idea-feldolgozás) | 4:00 |

| 12. | Alan's on Fire (Poison Idea-feldolgozás) | 4:00 |
| 13. | Davidian (Live)                          | 7:26 |
| 14. | Hard Times (Live) (Cro-Mags-feldolgozás) | 2:27 |

## Közreműködők
- Robb Flynn  − ének, ritmusgitár
- Logan Mader  − szólógitár
- Adam Duce  − basszusgitár
- Chris Kontos  − dobok

## Listás helyezések
| Lemezeladási lista (1994) | Legjobb helyezés |
| ------------------------- | ---------------- |
| Brit albumlista           | 25               |
| Holland albumlista        | 45               |
| Német albumlista          | 35               |
| Osztrák albumlista        | 29               |
| Svéd albumlista           | 38               |

## Fordítás
Ez a szócikk részben vagy egészben  a   Burn My Eyes című angol Wikipédia-szócikk fordításán alapul.  Az eredeti cikk szerkesztőit annak laptörténete sorolja fel. Ez a jelzés csupán a megfogalmazás eredetét és a szerzői jogokat jelzi, nem szolgál a cikkben szereplő információk forrásmegjelöléseként.